# María Herreros
María Herreros (Valencia, 1983) es una historietista, muralista, ilustradora y autora de cómic española.

## Biografía
Nació en Valencia. De pequeña pasaba el tiempo dibujando e inventando cosas. Con ocho años su hermana y ella hacían exposiciones en casa y le vendían sus cuadros a su padre. De niña no le regalaban cómics porque se consideraba un regalo de chicos. Así que les cogía los cómics a su hermano. A su madre le cogía unas revistas para niñas de los años 50 y 60, con reportajes fotográficos de chicas yeyé en un papel amarillento. Había muchos primeros planos y un mundo bucólico, ensoñado, que le influyó mucho en sus ideas estéticas al cabo del tiempo.
Licenciada en Bellas Artes y graduada en Ilustración por la Universidad de San Carlos. Realizó un postgrado de ilustración en la escuela ESAT de Carlos Ortín que le ayudó a ver que lo que ella siempre quiso hacer y a lo que se quería dedicar podía ser una posibilidad profesional.

### Trayectoria profesional
Desde el año 2009 trabaja como ilustradora freelance. Sus proyectos van desde la ilustración al cómic, expresando en su obra personal lo más instintivo del ser humano, con un estilo que baila entre lo bello y lo grotesco.
En el año 2014 participó en el proyecto Illustration Now! 5de Taschen, que contó con 150 mejores personas ilustradoras del mundo, 9 de ellas, españolas.
Entre las editoriales que han editado sus trabajos se encuentran Taschen, Lunwberg, Astiberri, Diminuta Editorial, Ultrarradio, Norma o Dibbuks. Ha hecho trabajos para revistas y periódicos como Vogue, La Vanguardia, El País, Yo Dona o Público; y para marcas como Mango, Uniqlo, Kenzo; Reebok, Coca-Cola, etc. 
Su obra se ha expuesto en museos como el CCCB de Barcelona, el SLPicture Institute of Arts de Seúl, o en SOMArts en San Francisco. Ha expuesto en galerías de EE UU, España, Canadá, México, Polonia, China, Chile o Portugal, entre otras.
Ha realizado varias residencias artísticas en Seúl, en Nueva York para Chandelier Creative, y en Nepal para realizar un mural en una escuela (2016).
En 2017 participó en el documental "Autores sin propiedad", exponiendo casos de plagio y robo de sus creaciones.

## Estilo artístico
Su iconografía se mueve entre los felices años sesenta, el pop y la antropología contemporánea. Pinta lo que ve, sin embellecer. Le gusta la belleza de lo imperfecto. Se aleja de los artificios, se recrea en la imperfección, la arruga, el detalle, etc. Busca un equilibrio entre la belleza y lo grotesco para hablar de temas sociales y de género.

## Obra
Ha trabajado en fanzines desde 2011 (Arròs Negre, Negro Viuda, Rojo Puta) y ha participado en varios proyectos colectivos como Enjambre, Necronautas o Todas putas. Su primera obra como autora fue Fenómeno (De Ponent, 2012), le siguió Tea (Diminuta Ed., 2015), y varias participaciones en tebeos colectivos de Fosfatina, Mong y Lunwerg.
Como ilustradora, ha publicado con Lunwerg: Marilyn tenía once dedos en los pies (2016), Paris sera toujours Paris (2018), con textos de Máximo Huerta, y Viva la dolce vita (2019), con textos de Máximo Huerta. También ha ilustrado Nosotras, de Rosa Montero (Alfaguara, 2018), Mi vida es un poema, de Javier García (SM, 2018).
Ha participado en las antologías de Taschen Illustration Now! 5 (2014), y The Illustrator. 100 Best from Around the World (2019).
Su biografía en cómic de Georgia O’Keeffe, encargo del Museo Thyssen-Bornemisza y editado por Astiberri fue su obra de 2021.
En 2022 realizó el cartel de la película 'A las mujeres de España. María Lejárraga'.

## Premios y reconocimientos
- 2019 Elegida como una de las 100 personas ilustradoras más influyentes del mundo en el catálogo Taschen de 2019.[7]

## Vida personal
Tiene un hijo, León, con su pareja Ricardo Cavolo. Ha residido en Valencia, Barcelona y Madrid entre otros lugares.